# Suzanne Verdal
Suzanne Verdal (* 1944), zeitweise auch Suzanne Vaillancourt, ist eine kanadische Tänzerin und Choreografin, die in den 1960er-Jahren in ihrer Heimat regionale Berühmtheit erlangte. Sie gilt als Muse des Sängers und Songwriters Leonard Cohen, der sie in seinem Lied Suzanne porträtierte und seine Beziehung zu ihr beschrieb.

## Biografie
Suzanne Verdal absolvierte ihre Schulausbildung in einem Internat in Ontario. Nach dem Ende der Schulzeit arbeitete sie in Montreal. Mit den Einnahmen finanzierte sie Tanzstunden und schließlich einen kurzen Kurs in der Martha Graham Dance Company in New York. Im Alter von 18 Jahren wurde sie professionelle Tänzerin und formte wenig später mit anderen in Montréal ein Ensemble für Modernen Tanz. Verdal arbeitete unter anderem mit Musik von John Cage und Edgar Varèse. Sie kombinierte klassischen, modernen und ethnischen Tanz. Die als außergewöhnlich schön beschriebene Verdal galt bald als „Ikone“ des New Age. Sie war vor allem in Clubs zu sehen, hatte aber auch Fernsehauftritte. Ungeachtet ihrer regionalen Bekanntheit in Kreisen der Bohémiens hatte sie in dieser Zeit nur geringe Einkünfte. Zu Verdals Besonderheiten gehörten ihre selbst genähten Kleidungsstücke, für die sie vielfach auf Materialien aus der Altkleidersammlung der Heilsarmee zurückgriff.
In den frühen 1960er-Jahren heiratete sie den frankokanadischen Bildhauer Armand Vaillancourt, der zeitweise auch ihr Tanzpartner war. Das Paar hat eine Tochter. Verdal und Vaillancourt trennten sich 1965; später wurde die Ehe geschieden.
Nach der Trennung ließ sich Verdal zusammen mit ihrer Tochter in einem verfallenen Gebäude am Hafen von Montréal nahe dem Sankt-Lorenz-Strom nieder. Zu dieser Zeit entwickelte sie eine Freundschaft zu Leonard Cohen, die von kurzer Dauer war.
Verdal führte in den folgenden Jahrzehnten ein wechselvolles Leben. Sie wohnte unter anderem in Frankreich und Texas. Seit den 1990er Jahren lebt sie in Santa Monica in Kalifornien. Dort arbeitete sie zunächst als Tänzerin und Choreografin, bevor sie 1999 durch einen Unfall arbeitsunfähig wurde. Da sie keine Einnahmen mehr erzielte, verlor sie ihre Unterkunft und lebte einige Jahre in einem Wohnmobil. Später erholte sie sich. Seit 2007 arbeitet sie wieder als Choreografin und Masseurin.

## Suzanne Verdal und Leonard Cohen
Über ihren Ehemann lernte Verdal zu Beginn der 1960er-Jahre den zehn Jahre älteren Leonard Cohen kennen, der seit längerem mit Vaillancourt befreundet war. Nach der Trennung von ihrem Ehemann traf sich Verdal im Sommer 1965 wiederholt in ihrem Haus mit Cohen, der inzwischen als Autor und Poet ein Renommee erworben hatte und zu dieser Zeit eine Beziehung mit Marianne Ihlen führte. Beide unternahmen lange Spaziergänge am Sankt-Lorenz-Strom, die sie zum Hafen und zur Seefahrerkirche Notre-Dame-de-Bon-Secours führten, und beobachteten dabei die ein- und auslaufenden Schiffe. In ihrem Haus veranstaltete Verdal für Cohen Teezeremonien, in denen sie chinesischen Tee mit Orangenschalen servierte. Sowohl sie als auch Cohen beschrieben ihre Beziehung retrospektiv als rein platonisch. Verdal war der Auffassung, dass zwischen ihnen eine „spirituelle Verbindung“ bestanden habe. Cohen behauptete später, dass er mit Rücksicht auf seinen Freund Armand Vaillancourt keine intime Beziehung zu Verdal gewollt habe. Dem ist Verdal allerdings mehrfach entgegengetreten; sie habe Cohens Annäherungen wiederholt zurückgewiesen. Verdals Beziehung zu Cohen endete, als sie 1966 in die USA zog. Danach sahen sich beide nur noch zweimal: in den 1970er-Jahren nach einem Cohen-Konzert in Minneapolis und in den 1980er-Jahren bei einer Veranstaltung Verdals in den USA.

## Suzanne Verdal und „Suzanne“

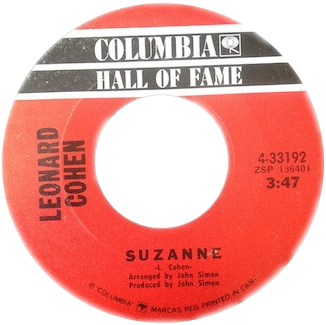
Suzanne von Leonard Cohen

Cohen nahm die Eindrücke der gemeinsamen Zeit mit Verdal auf und verarbeitete sie zunächst in einem Gedicht, das er 1966 als Suzanne Brings You Down in dem Gedichtband Parasites of Heaven veröffentlichte. Daraus wurde schließlich das Lied Suzanne, das zunächst von Judy Collins und 1967 dann auch von Cohen selbst vertont wurde. Cohen erklärte in einem drei Jahrzehnte später geführten Interview, dass seine Beschreibung Verdals sehr authentisch gewesen sei: Der Text sei reiner Journalismus. Sowohl der Sankt-Lorenz-Strom als auch der Alte Hafen Montréals und die „Seefahrerkirche“ werden in dem Gedicht – allerdings ohne namentliche Benennung – beschrieben. Verdals Teezeremonie findet sich in Cohens Text („And she feeds you tea and oranges that come all the way from China“) ebenso wie ihre Neigung, ihre Kleidung von der Heilsarmee zu beziehen. Schließlich bestätigt Cohen in seinem Gedicht auch die rein platonische Qualität seiner Beziehung zu „Suzanne“, indem er beschreibt, dass er ihren Körper lediglich in seinen Gedanken berührt habe („you’ve touched her perfect body with your mind“).
Cohen ließ Verdal nicht wissen, dass er sie in einem Gedicht und einem Lied porträtiert hatte. Verdal wurde erst durch eine Bekannte auf das Lied aufmerksam, die sie darin sofort erkannt hatte. Für Cohen bedeutete das Lied den Durchbruch als Musiker. Es gilt noch heute als eines seiner bekanntesten Lieder und ist neben Halleluja der am häufigsten gecoverte Cohen-Song.

## Dokumentationen
- 1998 führte Kate Saunders für den Sender BBC Radio 4 ein Interview mit Suzanne Verdal. Saunders erzählte Verdals Geschichte im Rahmen einer Sendereihe über Menschen, die Pop-Songs inspiriert haben. Das Programm wurde am 23. Juni 1998 erstmals ausgestrahlt.[10]
- 2011 produzierte Joerg Daibler für den Fernsehsender Arte die Dokumentation „Girls in Popsongs“. Darin interviewte der Autor Markus Heidingsfelder unter anderem Suzanne Verdal.